# Рябов, Владимир Павлович
Владимир Павлович Рябов (1 апреля 1900, село Лобаски — 22 мая 1938, Саранск) — первый учёный-агроном из Мордовии, профессиональный переводчик произведений русских писателей и поэтов (а также — конституции СССР) на эрзянский язык.

## Биография
Владимир Рябов родился 1 апреля 1900 года в селе Лобаски (сегодня — Ичалковский район Республики Мордовия) в крестьянской семье, по национальности эрзя. В 1927 году он окончил рабочий факультет при институте Покровского в Москве.
После этого, в 1932 году, Владимир Павлович стал выпускником Московской сельскохозяйственной академии имени Тимирязева. Затем он вернулся в Мордовию и начал преподавать в Мордовском аграрном педагогическом институте. В период с 1933 по 1937 год он работал редактором отдела сельскохозяйственной литературы в Мордовском книжном издательстве. В тот период Владимир Павлович стал составителем таблицы «Правила смешивания минеральных удобрений для внесения под различные культуры и почвы».
Владимир Рябов активно занимался переводами с русского на эрзянский язык произведения: среди переведённых им авторов были и Александр Пушкин, и Михаил Лермонтов, и Николай Некрасов (эрз. «Якшаматя», рус. «Дед Мороз» 1935), и ряд других классиков русской литературы. На основе именно его перевода сказки Пушкина «О рыбаке и рыбке», опубликованной под заглавием (эрз. «Ёвкс калонь кундыцядо ды калнэде») в 1937 году, был составлен эрзянско-немецкий словарь, вышедший в Гамбурге в 1978 году.
Владимир Рябов один из первых, кто переводил с родственных финно-угорских языков, его частичный перевод (первая руна) карело-финского эпоса «Калевала» достаточно точный, несмотря на то, что нормы эрзянского языка только были сформированы.
В 1937 году Владимир Рябов получил «ответственное задание» ЦИК Мордовской Автономной Советской Социалистической Республики — перевести на мордовский (эрзянский) язык Конституцию СССР, принятую совсем недавно, в декабре 1936 года.
В 1937 году «беспартийный» Владимир Рябов, работавший тогда на посту редактора Мордовского государственного издательства и проживавший в Саранске, был арестован советскими властями. 23 мая 1938 года по постановлению Военной коллегии Верховного суда СССР был признан виновным по статье 58-й (пункты 7, 8 и 11) УК РСФСР и приговорён к расстрелу. Тогда же, в мае 1938 года, приговор был приведён в исполнение в Саранской тюрьме. После XX съезда коммунистической партии СССР Владимир Павлович был реабилитирован посмертно (постановление от 23 марта 1957 года).